# Claraboya (revista)
Claraboya fue una revista literaria publicada en la ciudad española de León. Editó 19 números entre 1963 y 1968, durante la dictadura franquista. La revista, a la que se atribuye un rol renovador en la poesía, presentó varios subtítulos a lo largo de sus cinco años de publicación. Tuvo como precedente en la ciudad a la revista Espadaña (1944-1951).
La revista fue fundada en 1963 por Agustín Delgado, José Antonio Llamas Fernández, Ángel Fierro y Luis Mateo Diez. Representó la superación de la poesía social y de la ortodoxia marxista aplicada a la creación literaria.
Contó con firmas de gran prestigio, como la Vicente Aleixandre, pero se distinguió especialmente por la promoción de jóvenes poetas, como Manuel Vázquez Montalbán, Pere Gimferrer, Juan Luis Panero, José-Miguel Ullán, José María Guelbenzu, José Batlló, Antonio Gamoneda, Joaquín Marco, Carlos Álvarez, José Elías, Claudio Rodríguez o Guillermo Carnero.